# Grădina Botanică din Vácrátót
Grădina Botanică din Vácrátót este o grădină botanică din Ungaria, susținută de Academia Maghiară de Științe. Este așezată în Vácrátót, la aproximativ 30 de km de la Budapesta. Grădina așezată pe 27 hectare este cea mai mare din Ungaria, și cuprinde aproape 13.000 specii botanice. Deosebit de bogată este colecția de plante lemnoase (3300 de arbori și arbuști).  Instituția, împreună cu Wikimedia Ungaria, participă la proiectul QRpedia, legând plantele cu articolul lor din Wikipedia.

## Istoric

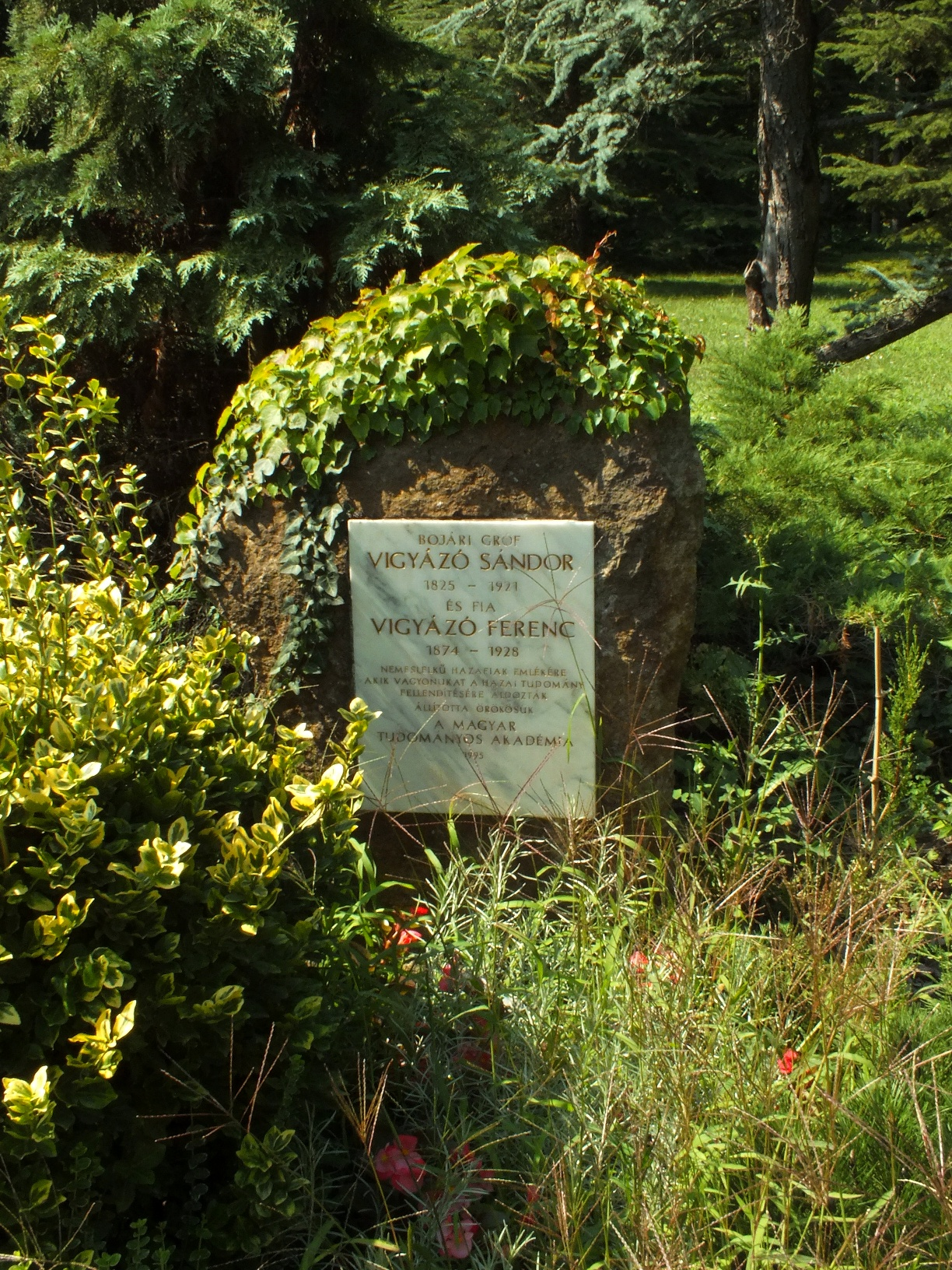
Placa memorială a lui Sándor și Ferenc Vigyázó

Grădina botanică a luat ființă în secolul al XIX-lea, având la bază parcul castelului. Se presupune că ar fi fost înființată de către István Géczy, proprietarul de atunci al castelului, după modelul parcurilor de stil englez existente în Ungaria la Tata, Kismarton, Alcsút, Fót. Prima atestare documentară a grădinii se datează din 1827.
Pe harta militară întocmită în 1842 se văd bine conturul grădinii, aleele, poienile, grupurile de arbori și lacul.
După mai mulți proprietari, în 1871 moșia fost cumpărată de către contele Sándor Vigyázó. El l-a însărcinat pe Vilmos Jámbor – cunoscut după lucrările de arhitectură peisagistică – cu reproiectarea grădinii. Lucrările au început în primăvara anului 1872, sub conducerea lui Henrik Band, care apoi a fost grădinarul șef până la moartea sa din 1913.
Colecția serei a fost onorată în anii 1880 cu mai multe diplome la expozițiile naționale de horticultură.
Sándor Vigyázó a dispus în testamentul său ca pentru cazul în care ar muri fără ca familia să aibă descendent masculin, moștenitorul să fie Academia Maghiară de Științe. Fiul lui, Ferenc Vigyázó a dispus în același fel. Cum acesta din urmă nu s-a căsătorit, și a decedat în iulie 1928, parcul castelului, ajuns într-o stare neglijată, a ajuns proprietatea Academiei. Academia însă, nevrând să se ocupe de întreținerea grădinii, l-a restituit Mariettei Bolza, nepoata lui Sándor Vigyázó, care a apelat împotriva testamentului. În 1936 Marietta Bolza a vândut castelul și parcul unui avocat din capitală. Sub noii proprietari colecțiile botanice s-au pierit, iar castelul a fost demolat.
În perioada celui de al doilea război mondial și în perioada imediat următoare grădina a suferit multe avarii.  În mai 1946 grădina a fost dată Muzeului Național de Științe Naturale cu scopul de a înființa o grădină botanică și o stațiune de cercetări botanice. În 1952 stațiunea a fost preluată de Academia Maghiară de Științe. Utilizând proiectele grădinii din secolul precedent, a fost refăcută rețeaua originală de alei și a fost începută înlocuirea plantelor distruse.
Grădina a fost deschisă publicului la 1 mai 1961. În primul an ea a avut doar 6000 de vizitatori, dar în mijlocul anilor 1970 numărul vizitatorilor a ajuns la 110-130.000 pe an.

## Colecțiile grădinii

### Colecția taxonomică
Pe o suprafață de 1,5 hectare se găsește colecția taxonomică cuprinzând 3000 de specii, așezată conform sistemului de clasificare elaborat de Rezső Soó. Pe punctul cel mai înalt al dealului au fost plantate speciile cu trăsături arhaice din familiile Berberidaceae și Ranunculaceae, iar depărtându-ne de deal, urmează familiile mai tinere.

### Colecția dendrologică
Ín prezent grădina botanică dispune de 3300 dendrotaxoni, din care 1500 de taxoni fac parte din programul național de conservare genetică. În primul rând sunt colecționate speciile habitatului natural, dar se găsesc și specii cultivate. Un număr mare de arbori și arbuști rari din toate zonele geografice ale climatului temperat îmbogățesc colecția. 

### Colecția din seră
Grădina botanică dispune de o seră tropicală și o seră de palmieri, respectiv o clădire pentru cactuși și plante suculente. 

## Lista arborilor marcate pe harta grădinii
- Pinus nigra: pin negru
- Taxus baccata
- Morus alba ’Pendula’: dud alb
- Acer acuminatilobum
- Cornus mas: corn
- Phellodendron japonicum,
- Cercidiphyllum japonicum,
- Fraxinus excelsior ’Pendula’: frasin comun
- Sophora japonica: salcâm japonez
- Corylus colurna: alun turcesc
- Cladrastis lutea,
- Thuja occidentalis ’Malonyana’
- Tsuga canadensis: Tsuga canadiană
- Cephalotaxus drupacea,
- Acer platanoides ‘Schwedleri’: arțar
- Fagus sylvatica ‘Atropunicea’: fag
- Corylus maxima ‘Purpurea’: alun
- Viburnum rhytidophyllum: călin
- Quercus libani: stejar libanez
- Cephalanthus occidentalis,
- Taxodium distichum,
- Pterocarya fraxinifolia,
- Aesculus hippocastanum ‘Baumannii’: castan sălbatic
- Carpinus betulus:  carpen
- Maclura pomifera: maclura pomiferă
- Fagus sylvatica ‘Laciniata’: fag
- Philadelphus sp.,
- Fraxinus angustifolia ssp pannonica: frasin de câmp
- Fagus sylvatica: fag
- Populus alba: plop alb
- Pseudotsuga menziesii: pseudotsuga
- Liriodendron tulipifera: arbore de lalea
- Acer pseudoplatanus: paltin de munte
- Picea orientalis,
- Akebia quinata,
- Quercus robur: stejar
- Juniperus chinensis ’Keteleeri’,
- Abies numidica,
- Pinus sylvestris: pin de pădure
- Carpinus betulus ‘Fastigiata’: carpen
- Rhus verniciflua,
- Quercus rubra: stejar roșu
- Carpinus betulus ‘Pendula’: carpen
- Pinus griffithii,
- Syringa chinensis,
- Libocedrus decurrens: cedru de California
- Lonicera maackii,
- Kolkwitzia amabilis,
- Buddleia alternifolia,
- Viburnum carlesii: călin
- Acer nikoense,
- Juniperus media ’Hetzii’: ienupăr
- Quercus dentata,
- Pinus armandii,
- Populus simonii ‘Fastigiata’,
- Liquidambar orientalis,
- Corylus avellana ‘Contorta’: alun
- Wisteria floribunda ‘Alba’,
- Platanus acerifolia: platan
- Ginkgo biloba: arborele pagodelor
- Magnolia kobus,
- Acer saccharinum ‘Wieri’,
- Gymnocladus dioicus,
- Fagus sylvatica ‘Pendula’: fag
- Celastrus orbiculatus,
- Parthenocissus tricuspidata,
- Acer platanoides: arțar
- Juniperus virginiana,
- Juglans nigra: nuc
- Metasequoia glyptostroboides,
- Acer saccharum
- Quercus frainetto: gârniță
- Celtis occidentalis: sâmbovină
- Tilia sp.: tei
- Fraxinus americana: frasin american